# Mohini Bhardwaj
Mohini Bhardwaj född den 29 september 1978 i Philadelphia, Pennsylvania, är en amerikansk gymnast.
Hon tog OS-silver i lagmångkampen i samband med de olympiska gymnastiktävlingarna 2004 i Aten.